# Luis García Guillén
Luis García Guillén (Comitán, Chiapas, Nueva España, 3 de septiembre de 1763 - Campeche, México, 19 de agosto de 1834) fue un eclesiástico mexicano, obispo de Chiapas. 
Se doctoró en la Universidad de San Carlos de Guatemala y fue provincial de su orden en la Capitanía General de Guatemala. El 28 de febrero de 1831, Gregorio XVI lo designó obispo de Chiapas, siendo el vigésimo cuarto. Fue consagrado el 2 de febrero de 1832, durante su gestión se reedificó el seminario de San Cristóbal de las Casas. En 1834 abandonó su sede por incumplimiento de las leyes liberales del 17 de diciembre de 1833 y 22 de abril del año siguiente. Se dirigía al exilio en Belice, pero enfermó durante el viaje. Al llegar a San Francisco de Campeche fue auxiliado por el comandante general de Yucatán, Francisco Toro, y por el gobernador Francisco Montalvo, no obstante murió el 19 de agosto de 1834.